# Komuna e Kthellës
Komuna e Kthellës är en kommun i Albanien.   Den ligger i prefekturen Qarku i Lezhës, i den norra delen av landet, 40 km norr om huvudstaden Tirana. Antalet invånare är 2 209.
Omgivningarna runt Komuna e Kthellës är en mosaik av jordbruksmark och naturlig växtlighet.  Runt Komuna e Kthellës är det ganska tätbefolkat, med 54 invånare per kvadratkilometer.